# Les Étoiles des Filles Mortes
Les Étoiles des Filles Mortes – album studyjny niemieckiego muzyka Aleca Empire, wydany w listopadzie 1996 roku przez Mille Plateaux. Jest to ostatni album muzyka wydany przez tę wytwórnię.

## Lista utworów
1. "La Ville des Filles Mortes" - 5:41
2. "Les Enfants de la Lune" - 4:21
3. "La Conséquence, C'est la Révolte" - 4:46
4. "Le Mur Noir" - 3:07
5. "J'ai Tué les Fictions" - 3:48
6. "Le Marriage" - 2:27
7. "Les Yeux Electroniques" - 2:26
8. "Opus 28; Pour la Liberté des Mille Universes" - 6:09
9. "La Révolution Obligatoire" - 4:59
10. "La Guerre D'Opium" - 6:10